# 쿰브레비에하
쿰브레비에하(스페인어: Cumbre Vieja →옛 정상)는 스페인 카나리아 제도 라팔마섬의 신생 활화산이다. 쿰브레비에하는 2021년 9월 19일에 분출하여, 현재 진행 중이다. 20세기 라팔마섬에는 1949년의 산후안 화산 폭발과 1971년의 테네기아 화산 폭발이 있었다.
쿰브레비에하 화산의 산릉은 남북으로 뻗어있으며, 섬 남쪽의 3분지 2를 차지하고 있다.

## 같이 보기
- 테네기아